# Fabio Celestini
Fabio Celestini (født 31. oktober 1975 i Lausanne, Schweiz) er en tidligere schweizisk fodboldspiller (defensiv midtbane).
Celestini startede sin seniorkarriere hos Lausanne-Sport i hjemlandet, men skiftede i 2000 til fransk fodbold, hvor han havde ophold hos først Troyes og siden Olympique Marseille. Han var en del af det Marseille-hold, der i 2004 nåede finalen i UEFA Cuppen, der blev tabt til spanske Valencia.
Efter sin tid i Frankrig tog Celestini i 2004 til Spanien, hvor han først spillede et enkelt år hos Levante UD, og efterfølgende fem sæsoner hos Getafe CF. Hans ophold i Getafe faldt sammen med danske Michael Laudrups trænerperiode i klubben.

## Landshold
Celestini spillede mellem 1998 og 2007 35 kampe og scorede to mål for det schweiziske landshold. Han var en del af det schweiziske hold ved EM i 2004 i Portugal. Her spillede han to ud af schweizernes tre kampe, da holdet blev slået ud efter det indledende gruppespil.